# Lista över glasbruk i Sverige
Detta är en lista över historiskt dokumenterade glasbruk i Sverige. 
Redan under järnålder smältes glas i Sverige, det har dock så vitt är känt endast handlat om tillverkning av glaspärlor från tillvarataget glaskross. Den medeltida glastillverkningen i Sverige var tidigare nästan helt okänd, men på senare tid har glastillverkning kunnat konstateras vid Alvastra kloster, Nydala kloster och Varnhems kloster redan på 1100-talet, Lödöse kloster från 1200-talet, samt Vadstena kloster från 1300-talet. Dessutom har glastillverkning förekommit vid gotländska kyrkobyggen under 1200-talet. Den enda kända produktionen är fönsterglas för kyrkornas behov, även om medeltida glasbägare inte är ovanliga fynd i städerna, och vissa av dessa teoretiskt skulle kunna vara tillverkade i Sverige.
Med i listan finns inte heller Anders Niquedo eller Anders Glasmakare som inkallades till Sverige 1555 för att för Gustav Vasas räkning tillverka dryckesglas för kungliga slottets behov.
Efter att under 1900-talet alltfler glasbruk lagts ned och produktionen tagits över av ett fåtal stora glasbruk har under slutet av 1900-talet produktionen inriktats från de stora glasbruken med hundratals anställda till mot studiohyttor med få eller inga anställda. Moderna elektriska ugnar har drivit på utvecklingen. Sådana små studiohyttor saknas i den övre lista och redovisas vid behov i den nedre.
| Företag | Etableringsår | Nedlagt eller fusionerat år | Noteringar | Län                  |  |
| --- | ------------- | --------------------------- | --- | -------------------- |  |
| Alsterbro glasbruk | 1871          | 1969                        | | Kalmar län           |  |
| Alsterfors glasbruk | 1886          | 1980                        | | Kronobergs län       |  |
| Alvesta glasbruk | 1933          | 1975                        | | Kronobergs län       |  |
| Annebergs glasbruk | 1764          | 1773                        | | Värmlands län        |  |
| Annefors glasbruk | 1867          | 1870                        | | Kronobergs län       |  |
| Arboga glasbruk (i fyra olika omgångar) | 1867          | 1932                        | Emballageglas, huvudsakligen ölbuteljer | Västmanlands län     |  |
| Arvika glasbruk | 1907          | 1910                        | | Värmlands län        |  |
| Bergdala glasbruk | 1889          |                             | | Kronobergs län       |  |
| Billesholms glasbruk | 1933          |                             | Fiberglastillverkning | Skåne län            |  |
| Björkshult glasbruk | 1892          | 1978                        | | Kalmar län           |  |
| Björknäs glasbruk | 1736          | 1785                        | | Stockholms län       |  |
| Björkå glasbruk | 1872          | 1962                        | | Kronobergs län       |  |
| Bockaskruf glasbruk | 1863          | 1890                        | | Kronobergs län       |  |
| Boda glasbruk | 1864          | 2009                        | | Kronobergs län       |  |
| Bollsjö glasbruk | 1831          | 1881                        | | Västra Götalands län |  |
| Bonnorp glasbruk | 1873          | 1875                        | | Östergötlands län    |  |
| Borensbergs glasbruk | 1900          | 1952                        | | Östergötlands län    |  |
| Bostorp glasbruk | 1872          | 1914                        | | Kronobergs län       |  |
| Breviks glasbruk | 1900          | 1904                        | | Kalmar län           |  |
| Bro Glasbruk | 2005          | 2016                        | Tidigare Glasbruket i Bro |                      |  |
| Bromö Glasbruk | 1803          | 1877                        | Fönsterglasbruk | Västra Götalands län |  |
| Bryggholmen | 1583 el. 1585 | tidigt 1600-tal             | | Uppsala län          |  |
| Bökenbergs glasbruk | 1623          | 1642                        | | Kalmar län           |  |
| Casimirsborgs glasbruk | 1757          | 1810                        | | Kalmar län           |  |
| Cedersbergs glasbruk | 1781          | 1830                        | | Östergötlands län    |  |
| Charlottenbergs glasbruk | 1906          | 1935                        | | Värmlands län        |  |
| Sankta Clara | 1676          | 1686                        | Föregångare till Kungsholmens glasbruk | Stockholms stad      |  |
| Djurgårdens glasbruk | 1690          | 1695                        | | Stockholms stad      |  |
| Dänningarums glasbruk | 1899          | 1900                        | | Skåne län            |  |
| Eda glasbruk | 1835          | 1953                        | | Värmlands län        |  |
| Ekenäs glasbruk | 1917          | 1970                        | | Jönköpings län       |  |
| Elme glasbruk | 1917          | 1969                        | | Kronobergs län       |  |
| Emmaboda glasverk | 1919          |                             | Fönsterglasbruk, Uppköpt av Pilkington 1973 | Kalmar län           |  |
| Emmatorps glasbruk | 1939          | 1947                        | | Kalmar län           |  |
| Eneryda glasbruk | 1956          | 1992                        | | Kronobergs län       |  |
| Engshyttan | 1934          | 1970                        | | Kalmar län           |  |
| Eskilstuna glasbruk | 1938          | 1940                        | | Södermanlands län    |  |
| Äsperyd glasbruk | ca 1633       | ca 1636                     | Fönsterglas, flaskor, passglas, hushållsglas | Skåne län            |  |
| Ettorps glasbruk | 1736          | 1753                        | | Hallands län         |  |
| Falu glasbruk | 1873          | 1883                        | | Dalarnas län         |  |
| Fjäls glasbruk | 1874          | 1917                        | | Västernorrlands län  |  |
| Flerohopps glasbruk | 1891          | 1960                        | | Kalmar län           |  |
| Flygsfors glasbruk | 1888          | 1979                        | | Kalmar län           |  |
| Flöxhults glasbruk | 1896          | 1910                        | | Kronobergs län       |  |
| Forsbäcks glasbruk | 1860          | 1874                        | | Västra Götalands län |  |
| Forshaga glasbruk | 1862          | 1896                        | Fönsterglasbruk | Värmlands län        |  |
| Fåglaviks glasbruk | 1874          | 1980                        | | Västra Götalands län |  |
| Färe glasbruk | 1896          | 1917                        | | Skåne län            |  |
| Färe-Marcolin konstglas | 1961          | 1991                        | |                      |  |
| Gadderås glasbruk | 1874          | 1965                        | | Kalmar län           |  |
| Glasbolaget | 2016          |                             | Tidigare Bro Glasbruk |                      |  |
| Glimma glasbruk | 1918          | 1969                        | | Skåne län            |  |
| Glava glasbruk | 1859          | 1939                        | Fönsterglasbruk | Värmlands län        |  |
| Glödlampshyttan, Nybro | 1934          | 1969                        | | Kalmar län           |  |
| Gryts glasbruk | 1897          | 1903                        | | Örebro län           |  |
| Grenna glasbruk | 1821          | 1823                        | | Jönköpings län       |  |
| Gränna glasbruk | 1964          |                             | | Jönköpings län       |  |
| Gullaskruf glasbruk | 1895          | 1922                        | Fönsterglasbruk | Kronbergs län        |  |
| Gullaskrufs glasbruk | 1927          | 1983                        | | Kronobergs län       |  |
| Gyllenfors Glasbruk | 1850          | 1903                        | | Jönköpings län       |  |
| Gävle glasbruk | 1893          | 1918                        | | Gävleborgs län       |  |
| Göteborgs glasbruk | 1762          | 1803                        | | Västra Götalands län |  |
| Haga glasbruk | 1840          | 1897                        | | Jönköpings län       |  |
| Halmstads glasbruk | 1976          |                             | Fönsterglasbruk | Hallands län         |  |
| Hammars glasbruk | 1854          | 1992                        | Främst buteljglasbruk | Örebro län           |  |
| Heljunga glasbruk | 1898          | 1905                        | | Kronobergs län       |  |
| Henrikstorps glasbruk (även kallat Skånska glasbruket)                                                                                           | 1691          | 1762                        | Ödelades av mordbrand | Skåne län            |  |
| Hjärtsjö glasbruk | 1906          | 1932                        | | Kronobergs län       |  |
| Hofgårds glasbruk | 1896          | 1899                        | Fönsterglasbruk | Kronobergs län       |  |
| Hofmantorps glasbruk 1859 | 1878          |                             | | Kronobergs län       |  |
| Hofmantorp Nya glasbruk | 1905          | 1978                        | | Kronobergs län       |  |
| Hudiksvalls Glashytta (Glashyttan Tre Bockar) | 1983          | 2004                        | | Gävleborgs län       |  |
| Huvudsta glasbruk | 1906          | 1906                        | | Stockholms stad      |  |
| Hyllinge glasbruk | 1962          | 1978.                       | | Skåne län            |  |
| Hälsingsborgs glasbruk | 1873          | 1908                        | | Skåne län            |  |
| Höganäs glasbruk | 1862          | 1870                        | Fönsterglasbruk | Skåne län            |  |
| Höganäs-Ryd glasbruk | 1801          | 1806                        | | Skåne län            |  |
| Idesjö glasbruk I | 1887          | 1935                        | | Kronobergs län       |  |
| Idesjö glasbruk II | 1905          | 1906                        | | Kronobergs län       |  |
| Johansfors glasbruk | 1891          | 2020                        | | Kalmar län           |  |
| Johannisholms glasbruk | 1808          | 1855                        | | Dalarnas län         |  |
| Johanstorps glasbruk | 1858          | 1910                        | |                      |  |
| Jungs glashytta | 1641          | 1694                        | | Stockholms län       |  |
| Jönköpings glasbruk (Haga) | 1949          | 1953                        | | Jönköpings län       |  |
| Kaffatorps glasbruk | ca 1638       | ca 1660                     | Fönsterglas, flaskor, passglas, hushållsglas | Skåne län            |  |
| Kalmar glasbruk | 1947          | 1956                        | | Kalmar län           |  |
| Karlsbo glasbruk (Ugglebo) | 1894          | 1900                        | | Kalmar län           |  |
| Karlsdals glasbruk (Bråte) | 1794          | 1816                        | | Värmlands län        |  |
| Karlstads glasbruk | 1897          | 1929                        | Fönsterglasbruk | Värmlands län        |  |
| Klippan glasbruk | 1935          | 1943                        | | Skåne län            |  |
| Klockestrands glasbruk | 1913          | 1916                        | Fönsterglasbruk | Västernorrlands län  |  |
| Korsta glasbruk (Petersvik) | 1897          | 1898                        | | Västernorrlands län  |  |
| Kosta glasbruk | 1742          |                             | | Kronobergs län       |  |
| Kronofors glasbruk | 1875          | 1928                        | Fönsterglasbruk | Kronobergs län       |  |
| Kulla glasbruk | 1935          | 1938                        | | Kronobergs län       |  |
| Kungsholmens glasbruk | 1686          | 1815                        | | Stockholms län       |  |
| Kungälvs glasbruk | 1875          | 1958                        | | Västra Götalands län |  |
| Kvidinge glasbruk | 1576          | 1584                        | (tillhörde på den tiden Danmark) | Skåne län            |  |
| Kylleskrufs glasbruk | 1879          | 1886                        | | Kronobergs län       |  |
| Landskrona glasbruk | 1943          | 1945                        | | Skåne län            |  |
| Liljedahls glasbruk | 1774          | 1917                        | | Värmlands län        |  |
| Limhamns glasbruk | 1893          | 1921                        | | Skåne län            |  |
| Limmareds glasbruk | 1740          |                             | | Västra Götalands län |  |
| Lindshammars glasbruk | 1905          | 2009                        | | Kronobergs län       |  |
| Långaskruvs Glasbruk | 1894          | 1894                        | Fönsterglasbruk | Kronobergs län       |  |
| Långhesters glasbruk | 1904          | 1906                        | | Jönköpings län       |  |
| Långviks glasbruk | 1803          | 1888                        | | Norrbottens län      |  |
| Löfsta glasbruk | 1896          | 1904                        | | Kronobergs län       |  |
| Mariestads glasbruk | ca 1588       | okänt                       | | Västra Götalands län |  |
| Midingsbåte glasbruk | före 1603     | ca 1639                     | Finns markerad på en karta från 1603 | Kronobergs län       |  |
| Modala glasbruk | 1894          | 1916                        | | Kronobergs län       |  |
| Målerås glas | 1890          |                             | | Kronobergs län       |  |
| Mörby glasbruk | 1633          | 1653                        | | Stockholms län       |  |
| Nittorps glasbruk | 1880          | 1897                        | | Västra Götalands län |  |
| Nols glasbruk | 1899          | 1902                        | Fönsterglasbruk | Västra Götalands län |  |
| Norrala glasbruk | 1906          | 1907                        | | Gävleborgs län       |  |
| Nybro glasbruk | 1935          |                             | Övertaget av anställda 2007 | Kalmar län           |  |
| Nyköpingshyttan | 1581          | 1590                        | | Södermanlands län    |  |
| Nylands glasbruk | 1905          | 1906                        | | Västernorrlands län  |  |
| Nynäshamns glasbruk | 1907          | 1931                        | | Sockholms län        |  |
| Orrefors glasbruk | 1898          | 2013                        | | Kronobergs län       |  |
| Oskarshamns glasbruk | 1942          | 1951                        | | Kalmar län           |  |
| Oxelösunds glasbruk | 1928          | 1970                        | Fönsterglasbruk | Södermanlands län    |  |
| Perstorps glasbruk | 1914          | 1936                        | | Skåne län            |  |
| Petersviks glasbruk (Korsta) | 1897          | 1898                        | | Västernorrlands län  |  |
| Pilkington Planglas, Halmstad | 1973          |                             | | Hallands län         |  |
| Pilkington Automotive, Landskrona |               |                             | |                      |  |
| Pukebergs glasbruk | 1871          |                             | Även filial till Högskolan i Kalmar genom Designhögskolan i Pukeberg |                      |  |
| Ramnåsa glasbruk | 1914          | 1933                        | |                      |  |
| Reijmyre glasbruk | 1810          |                             | | Östergötlands län    |  |
| Rejmersholms glasbruk | 1939          | 1941                        | |                      |  |
| Renshults glasbruk | 1890          | 1890                        | |                      |  |
| Ridön (Södermanland) (kopparhaga) | 1603          | 1600-talet                  | |                      |  |
| Riksglasskolan, Orrefors | 1969          |                             | Utbildning |                      |  |
| Ringvägens glasbruk | 1915          | 1924                        | |                      |  |
| Rosdala glasbruk | 1895          | 1998                        | Viss verksamhet återupptagen 2001 |                      |  |
| Ronneby glasbruk | 1962          |                             | |                      |  |
| Ruda glasbruk | 1920          | 1972                        | |                      |  |
| Ryds glasbruk | 1918          | 1971                        | |                      |  |
| Rydefors glasbruk | 1890          | 1970                        | |                      |  |
| Sandviks glasbruk | 1889          | 2005                        | |                      |  |
| Saint-Gobain Sekurit AB, Eslöv |               |                             | |                      |  |
| Sandö glasbruk | 1750          | 1928                        | Fönsterglasbruk |                      |  |
| Sandöns glasbruk | 1796          | 1808                        | (flyttades till senare till Johannisholm) |                      |  |
| Sandörsunds glasbruk | 1801          | 1813                        | Fönsterglasbruk |                      |  |
| Sea glasbruk | 1956          |                             | |                      |  |
| Sibbhults glasbruk | 1892          | 1900                        | |                      |  |
| Sigtuna glasbruk | 1875          | 1885                        | |                      |  |
| Stockholms glasbruk (skansen) | 1936          |                             | Låg först vid Södermalmstorg 1933-1936 byggdes sedan upp på Skansen under 1935-1936 med hjälp av ritningar från Johannesholm glasbruk i Venjan socken.Drivs sen 1933 av samma familj i dag i tredje generationen. |                      |  |
| Skoga glasbruk | 1863          | 1874                        | |                      |  |
| Skrufs glasbruk | 1897          |                             | |                      |  |
| Skönviks glasbruk | 1811          | 1870                        | |                      |  |
| Smålandshyttan | 1947          | 1976                        | |                      |  |
| Solstadströms glasbruk | 1920          | 1927                        | Fönsterglasbruk |                      |  |
| Sophiendahls glasbruk | 1762          | 1776                        | |                      |  |
| Stavenäs glasbruk | 1626          | 1632                        | |                      |  |
| Steninge glasbruk | 1873          | konkurs 1929                | |                      |  |
| Stockaryds glasbruk | 1950          | 1951                        | |                      |  |
| Strömbergshyttan | 1876          | 1979                        | |                      |  |
| Strömbäcks glasbruk | 1773          | 1880                        | | Västerbotten         |  |
| Strömsfors glasbruk | 1872          | 1878                        | |                      |  |
| Sunds Glasbruk | 1874          | 1928                        | |                      |  |
| Studio glashyttan i Åhus | 1973          |                             | |                      |  |
| Surte glasbruk | 1862          | 1978                        | |                      |  |
| Svea glasbruk | 1895          | 1899                        | |                      |  |
| Södertälje glasbruk | 1874          | 1875                        | |                      |  |
| Sölje glasbruk | 1813          | 1902                        | |                      |  |
| Sölvesborgs glasbruk | 1896          | 1970                        | |                      |  |
| Torsås glasbruk | 1916          | 1927                        | Fönsterglasbruk |                      |  |
| Transjö glasbruk | 1870          | 1953                        | |                      |  |
| Trekantens glasbruk | 1951          | 1953                        | |                      |  |
| Trestenshult | 1628          | 1632                        | |                      |  |
| Trelleborgs glasindustri (Skånska glasbruket) | 1919          | 1957                        | |                      |  |
| Ulfvaskog glasbruk | 1891          | 1897                        | |                      |  |
| Ulfsunda glasbruk | 1850          | 1872                        | |                      |  |
| Urshults glasbruk | 1965          | 1970                        | |                      |  |
| Wentzelholms glasbruk | 1826          | 1897                        | |                      |  |
| Vas Vitreum | 1985          |                             | | Östergötlands län    |  |
| Västerviks glasbruk | 1896          | 1919                        | |                      |  |
| Ytterstfors glasbruk | 1837          | 1876                        | Fönsterglasbruk i närheten av Byske | Västerbotten         |  |
| Åfors glasbruk | 1876          | 2013                        | |                      |  |
| Årnäs bruk | 1803          | 1960                        | |                      |  |
| Åryds glasbruk | 1912          | 1921                        | |                      |  |
| Åseda glasbruk | 1947          | 1977                        | |                      |  |
| Älghults glasbruk | 1933          | 2002                        | |                      |  |
| Älgön (Mälaren) | 1594          | 1601                        | |                      |  |
| Ängs glasbruk | 1915          | 1928                        | |                      |  |
| Örebro glasbruk | 1917          | 1951                        | |                      |  |
| Österviks glasbruk | 1868          | 1936                        | |                      |  |
| Glashyttor i Sverige. Mindre hyttor med några få glasblåsare. De moderna elektroniska ugnarna har möjliggjort glasblåsning i mycket liten skala. |               |                             | |                      |  |
| Mantorps glashytta | 1969          |                             | | Östergötlands län    |  |
| Incendi glasblåseri | 2008          |                             | | Skåne län            |  |
| Torshälla glashytta | 1968          |                             | | Södermanlands län    |  |
| Skeppsta hytta (Gnesta) | 2004          |                             | | Södermanlands län    |  |
| Storsjöhyttan (Östersund) | 1995          |                             | | Jämtlands län        |  |
| Glashyttan Ulven | 1984          |                             | | Uppsala län          |  |
| Åre glashytta (Duved) | 2005          |                             | | Jämtlands län        |  |
| Nynäs Glashytta | 2009          |                             | | Södermanlands län    |  |
| Studioglas Elna Jolom | 2010          |                             | | Skåne län            |  |

Glasverk Löfström Varberg 1991